# Petruskerk (Leipzig)
De Petruskerk (Duits: Peterskirche) is een protestants kerkgebouw in het zuidelijke deel van de binnenstad van Leipzig. Het gebouw kent een multifunctioneel karakter en wordt naast de vieringen van erediensten ook gebruikt voor concerten, theateruitvoeringen, tentoonstellingen en samenkomsten zoals het muziek- en cultuurfestival Wave-Gotik-Treffen.

## Bouwgeschiedenis
Wegens de sterke groei van het ledental van de Petrusparochie besloot de kerkenraad in 1876 tot nieuwbouw van de kerk. Een geschikt bouwterrein verkreeg de kerk door de ruil van de grond waarop de oude Petruskerk stond tegen de plaats waar de huidige kerk staat. Na het uitschrijven van een wedstrijd in het hele Duitse taalgebied werden er 80 ontwerpen ingeleverd. Op basis van hun twee inzendingen werden de architecten August Hart en Constantin Lipsius verzocht een gemeenschappelijk ontwerp te maken. In maart 1882 werd begonnen met het voorwerk en op 17 september 1882 werd het leggen van de eerste steen plechtig gevierd. Het neogotische godshuis bezit met een hoogte van 88,5 meter de tot nu toe hoogste kerktoren van de stad en werd op 27 december 1885 ingewijd. Daarmee was de kerk nog niet geheel voltooid: de beschildering van het interieur en het inzetten van de gebrandschilderde ramen werden eerst in het jaar 1886 afgerond.

## Geschiedenis
In het begin van de 20e eeuw werd de oorspronkelijke gasbelichting van de kerk vervangen door grote elektrische kroonluchters, die op hun beurt in 1965 weer door nieuwe belichting werden vervangen.
Het kerkgebouw leed in december 1943 grote schade bij een vijandelijke luchtaanval, die het dak, de kapellen, de ramen en ook een deel van het interieur trof. Zo ging het in 1885 geïnstalleerde grote Sauer-orgel verloren. In de jaren 1948-1949 werd het dakgestoelte en het gewelf provisorisch hersteld. Met Zweedse hulp werd het hoofddak vanaf 1954 weer herbouwd. Een plan om het Sauer-orgel te herbouwen werd in 1957 opgegeven. In de jaren daarop had het gebouw te lijden onder vernieling, diefstal en beschadiging als gevolg van weersinvloeden. In 1978 werd besloten het vaste gestoelte uit de kerk te verwijderen.
Na die Wende werd het gebouw stapsgewijs gerenoveerd. Sindsdien zijn het dak, grote delen van de zandstenen façade, de doopkapel en de klokkentoren gerenoveerd. In de jaren 2005-2009 werd de toren wegens de sterk verweerde zandsteen ter hoogte van de torenklok afgebroken en met een combinatie van oud en nieuw materiaal herbouwd. Belangwekkend is ook de restauratie van de hele cyclus gebrandschilderde ramen. De komende jaren staat de restauratie van de oostelijke zijde met de koorruimte en de kapellenkrans gepland.

## Orgel
Tot 1943 beschikte de Petruskerk over een groot orgel van de orgelbouwer Wilhelm Sauer uit Frankfurt (Oder). Het instrument was in 1885 gebouwd en bezat 60 registers. De bombardementen luiden het einde in voor het instrument en in 1958 werden het pijpwerk deels omgesmolten en deels hergebruikt in andere instrumenten. De orgelkas is echter bewaard gebleven. Sinds 1995 zijn er plannen voor de nieuwbouw van een groot orgel naar het voorbeeld van Aristide Cavaillé-Coll. De uitvoering van het project is pas mogelijk na de afsluiting van de restauratie van het interieur. De kerk gebruikt op dit moment een klein orgel, dat omstreeks het jaar 1900 door Johannes Jahn uit Dresden gebouwd werd.